# Geometría de bicicletas y motocicletas

Parámetros geométricos de la bicicleta: distancia entre ejes o batalla, ángulo del cabezal, desplazamiento de la horquilla y el avance o lanzamiento

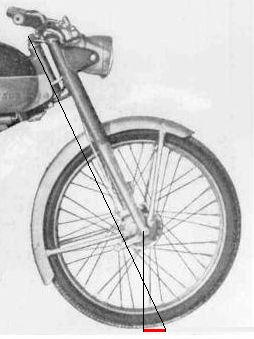
Ángulo de lanzamiento y avance de una motocicleta

La geometría de bicicletas y motocicletas es el conjunto de dimensiones clave (longitudes y ángulos) que definen una configuración de un determinado vehículo de dos ruedas en línea. Los principales parámetros son la distancia entre ejes, el ángulo del eje de dirección (o ángulo del cabezal), el desplazamiento de la horquilla y el avance (o lanzamiento). Estos parámetros tienen una gran influencia sobre el comportamiento dinámico de estos vehículos.

## Distancia entre ejes
La distancia entre ejes es la separación medida horizontalmente entre los centros (o los puntos de contacto con el suelo) de la rueda delantera y la trasera. La distancia entre ejes depende de la longitud del bastidor trasero, del ángulo del eje de dirección y del desplazamiento de la horquilla. Es similar al término batalla usado para automóviles y trenes.
La distancia entre ejes tiene una gran influencia en la estabilidad del movimiento longitudinal de una bicicleta, junto con la altura de su centro de masas (combinado con el del conductor). Las bicicletas cortas son mucho más adecuadas para realizar maniobras como caballitos o cabriolas.

## Ángulo del eje de dirección

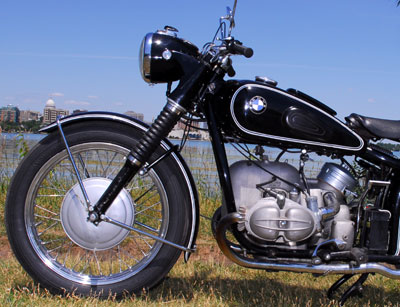
Horquilla telescópica de una motocicleta BMW mostrando el ángulo del eje de dirección, también denominado ángulo del cabezal

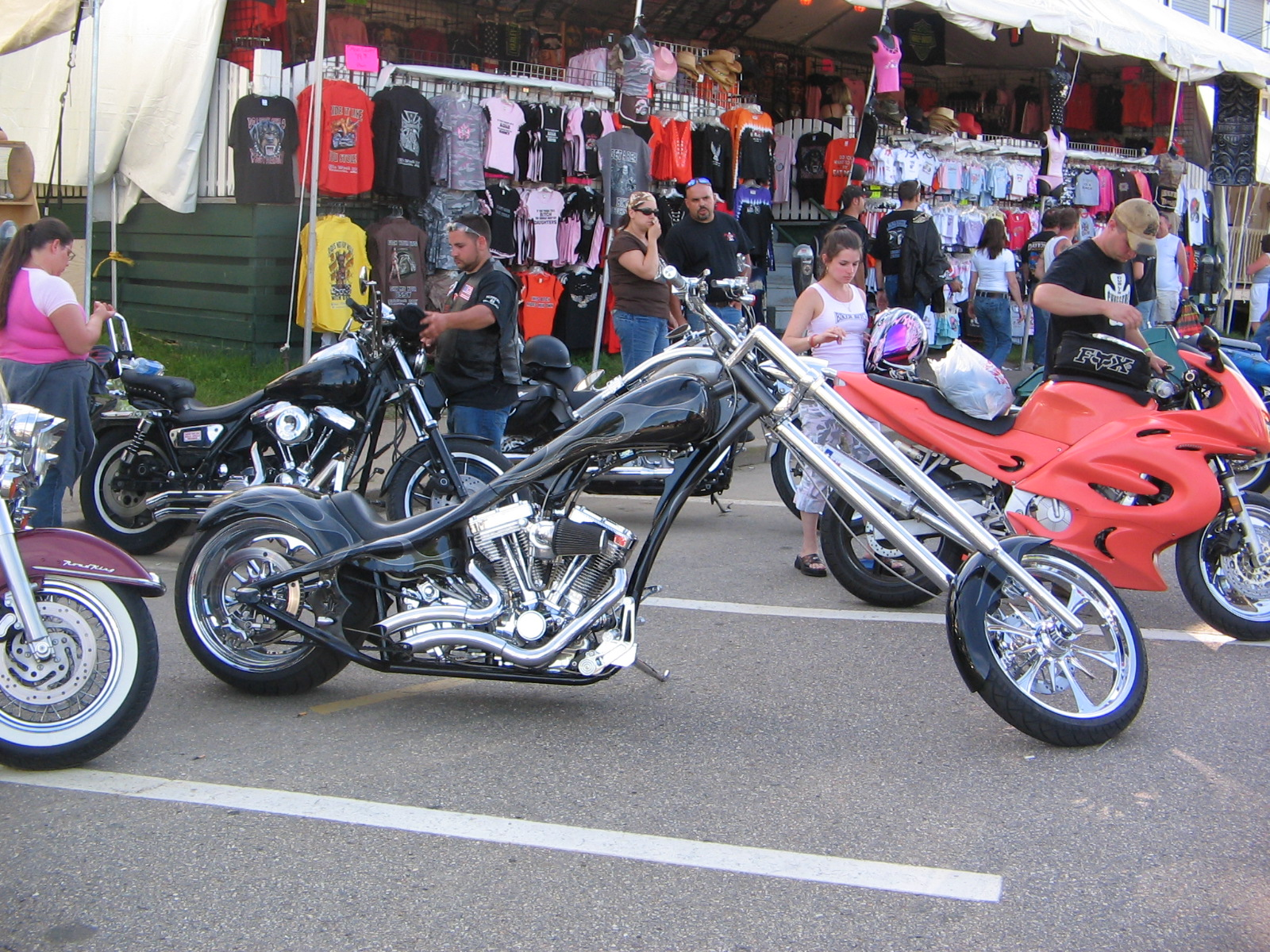
Ejemplo de una moto chopper con un ángulo del eje de dirección considerablemente tendido

El ángulo del eje de dirección, también denominado ángulo de inclinación, ángulo de lanzamiento o ángulo del cabezal, es el ángulo que forma el eje de dirección con la horizontal (o con la vertical, según el convenio de referencia que se adopte). El eje de dirección es la línea sobre la que pivota el mecanismo de dirección (horquilla, manillar y rueda delantera). El ángulo del eje de dirección generalmente coincide con el ángulo del tubo frontal sobre el que se monta la horquilla.

### Ángulo del cabezal de la bicicleta
En las bicicletas, el ángulo del eje de dirección se llama ángulo del cabezal y se mide desde la horizontal; un ángulo de cabezal de 90° sería vertical. Por ejemplo, el fabricante de bicicletas Lemond ofrece:
- El modelo Filmore 2007, diseñado para la pista, con un ángulo de cabezal que varía entre 72.5° y 74° dependiendo del tamaño del marco.
- El modelo Tete de Course 2006, diseñado para carreras de carretera, con un ángulo de cabezal que varía de 71.25° a 74°, dependiendo del tamaño del cuadro.

Debido a la suspensión de la horquilla delantera, las bicicletas de montaña modernas, a diferencia de las bicicletas de carretera, tienden a tener ángulos del tubo de dirección algo más tendidos, generalmente alrededor de 70°, aunque pueden ser tan bajos como 62° (dependiendo de la configuración de la geometría del marco).
Al menos un fabricante, Cane Creek, comercializa un conjunto de piezas que permite cambiar el ángulo del cabezal.

### Ángulo de inclinación en la motocicleta
En motocicletas, el ángulo del eje de dirección se denomina ángulo de inclinación o simplemente inclinación y se mide desde la vertical. Por lo tanto, una inclinación de 0° indica que el eje es vertical. Por ejemplo, el fabricante Moto Guzzi ofrece:
- El modelo Breva V 1100 de 2007 con una inclinación de 25° 30' (25.5 grados)
- El modelo Nevada Classic 750 de 2007 con 27.5°

## Desplazamiento de la horquilla
El desplazamiento de la horquilla es la distancia perpendicular desde el eje de la dirección al centro de la rueda delantera.
En las bicicletas, el desplazamiento de la horquilla también se denomina arrastre de la horquilla. Las bicicletas de carreras en ruta suelen incorporar un desplazamiento de entre 40 y 50 mm.
El desplazamiento puede implementarse curvando las horquillas, agregando una pestaña perpendicular en su extremo inferior, desplazando las tomas de la horquilla de la corona de la horquilla por delante de la dirección, o montando las horquillas en la corona en un ángulo con respecto al tubo de dirección. El desarrollo de horquillas con curvas se atribuye a George Singer.
En motocicletas con horquillas telescópicas, el desplazamiento de la horquilla puede implementarse mediante un desplazamiento de esta pieza, agregando un árbol de dirección de tres barras, o combinando los dos sistemas anteriores. Otras horquillas de motocicleta menos comunes, como las de enlace posterior o con bifurcaciones del enlace principal, pueden implementar el desplazamiento jugando con la longitud de los brazos de enlace.

## Longitud de la horquilla
La longitud de una horquilla se mide paralelamente al tubo de dirección desde el punto inferior de la horquilla donde se inserta el centro de la rueda delantera.

## Lanzamiento

Un diagrama que muestra el efecto combinado de la variación del ángulo del tubo de dirección, del desplazamiento de la horquilla y del diámetro de la rueda en el lanzamiento.

Animation showing fork offset evolution to respect a given trail when the steering angle is modified.

Animation showing trail evolution when fork offset change with a constant steering angle.

El lanzamiento, o arrastre, es la distancia medida en horizontal desde donde la rueda delantera toca el suelo hasta donde el eje de la dirección se cruza con el suelo. El lanzamiento se considera "positivo" si el punto de contacto con el suelo de la rueda delantera está por detrás (hacia la parte trasera de la bicicleta) de la intersección del eje de la dirección con el suelo. La mayoría de las bicicletas tienen un lanzamiento positivo, aunque algunos modelos, como el two-mass-skate bicycle y el Python Lowracer lo tienen negativo.
El lanzamiento se cita a menudo como un determinante fundamental de las características de conducción de las bicicletas, y a veces aparece indicado en los datos geométricos que facilitan los fabricantes de bicicletas, aunque también se argumenta que el lanzamiento mecánico puede ser un parámetro más importante e ilustrativo, aunque ambos describen prácticamente el mismo concepto.
El lanzamiento es función del ángulo del eje de dirección, del desplazamiento de la horquilla y del tamaño de la rueda. Su relación se puede describir con estas fórmulas:
{\displaystyle {\text{Lanzamiento}}_{\text{bicicleta}}={\frac {R_{w}\cos(A_{h})-O_{f}}{\sin(A_{h})}}}
{\displaystyle {\text{Lanzamiento}}_{\text{motocicleta}}={\frac {R_{w}\sin(A_{r})-O_{f}}{\cos(A_{r})}}}
donde {\displaystyle R_{w}} es el radio de la rueda, {\displaystyle A_{h}} es el ángulo del cabezal de la bicicleta medido desde la horizontal, {\displaystyle A_{r}} es el ángulo de inclinación de la dirección de la motocicleta medido desde la vertical, y {\displaystyle O_{f}} es el desplazamiento de la horquilla. El lanzamiento se puede aumentar incrementando el tamaño de la rueda, reduciendo el ángulo del cabezal, o disminuyendo el desplazamiento de la horquilla. A su vez, se reduce a medida que el ángulo del cabezal aumenta (es decir, cuando se hace más pronunciado), a medida que aumenta el desplazamiento de la horquilla, o cuando el diámetro de la rueda disminuye.
Los motociclistas tienden a hablar del lanzamiento en relación con el ángulo de inclinación. Cuanto mayor sea el ángulo de inclinación, mayor será el lanzamiento. Debe tenerse en cuenta que en una bicicleta, como ya se ha señalado, el ángulo de la dirección se mide desde la vertical (y no desde la horizontal), y a medida que aumenta el ángulo de inclinación, el ángulo del cabezal disminuye.
El lanzamiento puede variar a medida que la bicicleta se inclina o cambia de trayectoria. En el caso de la geometría tradicional, el lanzamiento disminuye (y la distancia entre ejes aumenta si se mide la distancia entre los puntos de contacto con el suelo y no entre los centros de las ruedas) a medida que la bicicleta se inclina y gira en la dirección de la inclinación. El lanzamiento también puede variar a medida que se activan los frenos. A medida que las horquillas telescópicas se acortan debido a la variación del reparto de cargas durante el frenado, el lanzamiento y la distancia entre ejes disminuyen. Al menos una motocicleta, la MotoCzysz C1, tiene una horquilla con recorrido ajustable, de 89 mm a 101 mm.

## Lanzamiento mecánico
El lanzamiento mecánico es la distancia medida en perpendicular entre el eje de dirección y el punto de contacto entre la rueda delantera y el suelo. También se le puede denominar lanzamiento normal. En cada caso, su valor es igual al numerador en la expresión del lanzamiento:
{\displaystyle {\text{LanzamientoMecánico}}_{\text{bicicleta}}=R_{w}\cos(A_{h})-O_{f}}
{\displaystyle {\text{LanzamientoMecánico}}_{\text{motocicleta}}=R_{w}\sin(A_{r})-O_{f}}
Aunque la comprensión científica del comportamiento de la dirección de la bicicleta sigue siendo incompleta, el lanzamiento mecánico es sin duda una de las variables más importantes para determinar las características del manejo de una bicicleta. Varias razones hacen que un desplazamiento nulo parezca la situación ideal:
- Se elimina la influencia de la posición del centro de presión de las fuerzas del viento lateral
- Se elimina el efecto de descontrol de la rueda (véase a continuación)
- En teoría, la estabilidad del vehículo aumenta (ya que la desviación calculada de la trayectoria ideal durante la acción de dirección se reduce)

Los conductores expertos y atentos pueden tener más control de la trayectoria si el lanzamiento mecánico es bajo, mientras que se sabe que un lanzamiento alto hace que una bicicleta sea más fácil de conducir "sin manos" y, por lo tanto, subjetivamente más estable.

## Colapso de la dirección
El colapso de la dirección (wheel flop en inglés) se refiere al comportamiento de la rueda delantera de una bicicleta o motocicleta cuando tiende a "cambiar de orientación bruscamente" al girar el manillar. El descontrol de la rueda es causado por el descenso de la parte delantera de una bicicleta o motocicleta a medida que se gira el manillar desde la posición de "recto hacia adelante". Este fenómeno de descenso ocurre de acuerdo con la siguiente ecuación:
{\displaystyle f=b\sin \vartheta \cos \vartheta }
dónde:
{\displaystyle f} = "Factor de colapso de la dirección", es la distancia que el centro del eje de la rueda delantera baja cuando el manillar se gira desde la posición recta hacia adelante a una posición a 90 grados de la recta
{\displaystyle b} = Lanzamiento
{\displaystyle \vartheta } = Ángulo del cabezal
Como el colapso de la dirección implica la bajada del extremo delantero de una bicicleta o motocicleta, la fuerza debida a la gravedad tenderá a provocar que la rotación del manillar continúe aumentando su velocidad de giro sin la intervención adicional del conductor sobre el manillar. Una vez girado el manillar, el ciclista debe aplicarle un par de torsión para que vuelva a la posición recta y llevar el extremo delantero de la bicicleta o motocicleta a la altura original. La inercia de rotación de la rueda delantera hace disminuir la severidad del efecto de colapso de la dirección, porque da como resultado que se requiera un par opuesto para iniciar o acelerar el cambio de dirección de la rueda delantera.
De acuerdo con la ecuación descrita anteriormente, aumentar el lanzamiento y/o disminuir el ángulo del cabezal aumentará el factor de colapso de la dirección en una bicicleta o motocicleta, lo que aumentará el par de torsión necesario para llevar el manillar a la posición recta, aumentando la tendencia del vehículo a virar repentinamente por fuera de la trayectoria deseada. Además, aumentar el peso soportado por la rueda delantera del vehículo, ya sea aumentando la masa del vehículo, del conductor y la carga o cambiando la relación de peso para desplazar el centro de masa hacia delante, aumentará la gravedad del efecto de colapso de la dirección. Incrementar la inercia de rotación de la rueda delantera aumentando la velocidad del vehículo y la propia velocidad de rotación de la rueda, tenderá a contrarrestar este efecto.
Por lo general, se considera deseable un cierto valor del factor de "colapso de la dirección". En la revista Bicycle Quarterly, se indica que: "Una bicicleta con muy poco factor de colspso de la dirección será lenta en sus reacciones al accionamiento del manillar. Una bicicleta con un factor demasiado alto tenderá a desviarse de su trayectoria a velocidades bajas y moderadas".

## Modificaciones
Las horquillas pueden modificarse o reemplazarse, alterando así la geometría de la bicicleta.

### Cambio de longitud de la horquilla
Al aumentar la longitud de la horquilla, por ejemplo al cambiar de una rígida a una con suspensión, se levanta la parte delantera de la bicicleta y se disminuye el ángulo del cabezal. Alargar la horquilla tendría el efecto opuesto en el lanzamiento de una motocicleta, ya que la inclinación se mide en la dirección opuesta.
Una regla empírica es que un cambio de 10 mm en la longitud de la horquilla produce un cambio de medio grado en el ángulo del eje de dirección.

### Cambio del desplazamiento de la horquilla
Aumentar el desplazamiento de una horquilla reduce el lanzamiento, y si se realiza en una horquilla existente sin alargar sus brazos, acorta la horquilla.

## Requisitos legales
Algunas administraciones, como por ejemplo el estado de Dakota del Norte (EE. UU.), marcan requisitos mínimos y máximos en del ángulo de dirección y del lanzamiento para la "fabricación, venta y operación segura en carreteras públicas de una motocicleta":

## Otros aspectos
Para otros aspectos de la geometría, como la ergonomía o el uso previsto, consúltese el artículo cuadro de bicicleta. Para motocicletas, los otros parámetros geométricos principales son la altura del asiento y la colocación relativa del reposapiés y del manillar.